# B'z (1988年專輯)
《B'z》（發音： /biːz/）是日本音樂組合B'z於1988年9月21日由BMG VICTOR發行的出道專輯。本專輯即便是在BMG ROOMS（現：VERMILLION RECORDS）成立後，發售權亦留在了Sony Music Direct的GT music。

## 概要
本作與出道單曲『だからその手を離して』同時發行。
廣告標語是「從最頂端開始加速。（捨棄空想的未來。）」（最先端から加速する。（空想の未来なら、いらない。））。專輯標題與組合名同為「B'z」（即是所謂的同名專輯）。
唱片封面使用了B'z成員佇立在白色背景中央的寫真，在其周圍以大字寫上『B'z』，並在『'（撇號）』中以標音表記了『BiːZ』。
本作唱片封面與1st單曲『だからその手を離して』唱片封面使用了相同寫真，並且唱片封面拍攝與本作中亦有收錄的歌曲「だからその手を離して」的PV拍攝是同時進行的，在唱片封面寫真裡成員身後被拍進了幾個人型的影子，那是在該PV裡所使用的白色人體模型。
歌詞卡為折疊式，唱片封面與歌詞卡成為了各別獨立。再者，亦刊登了成員的人物簡介，將唱片往外取出，會出現成員的3D寫真。光碟設計為通用型，此光碟設計被使用直到了2nd專輯『OFF THE LOCK』為止。於封底加入了僅初回發售版限定編號。
成為了壓抑吉他聲，多用了電腦編曲的電子樂作風。這是來自當時以融合「搖滾」與「電腦編曲」為目標的松本孝弘的意向。此外，由於從未作詞過的稻葉浩志寫得非常辛苦，因此在歌詞中多用了英語。
除了「Half Tone Lady」「Fake Lips」以外的所有樂曲均採用淡出作結。
在本作中有2首非成員作詞曲的歌曲，但這是由於兩人各自感到製作面臨極限因此委託他人。並且，成員首次相遇是在1988年5月，亦受到了那僅短短4個月後便以本作正式出道的影響，但本人們仍不滿意本作的完成度，日後表示「完全是處於摸索狀態」。
在發售當時亦有毫無名氣的情況，獲得初登場第48位，在100位内僅上榜了4週。之後，與迷你專輯『BAD COMMUNICATION』的熱銷一同增長了銷售量。
亦有被發售為黑膠唱片，在2018年作為結成30週年紀念，與其他原創專輯一同被重新黑膠唱片化。

## 收錄曲
| CD       | CD                                        | CD       | CD       | CD    |
| 曲序     | 曲目                                      |          | 作曲     | 时长  |
| -------- | ----------------------------------------- | -------- | -------- | ----- |
| 1.       | （所以請放開那隻手）                      |          |          | 3:48  |
| 2.       | Half Tone Lady                            |          |          | 3:35  |
| 3.       | （連心靈亦會濕濡的曲目 〜stay tonight〜） |          |          | 4:38  |
| 4.       | （昨夜的Crying 〜This is my truth〜）     |          |          | 5:27  |
| 5.       | Nothing To Change                         | 亞蘭知子 |          | 4:35  |
| 6.       | （孤獨的Dance in vain）                   |          | 大槻啓之 | 4:53  |
| 7.       | It's not a dream                          |          |          | 3:54  |
| 8.       | （想在此刻擁抱你）                        |          |          | 4:12  |
| 9.       | Fake Lips                                 |          |          | 4:38  |
| 总时长： | 总时长：                                  | 总时长： | 总时长： | 39:40 |

## 樂曲解說
1. （所以請放開那隻手）
1st單曲的標題曲。在本作中最後完成的樂曲[8]。
2. 完成前的單曲候補[5]。
之後亦有被收錄於非官方精選輯『Flash Back -B'z Early Special Titles-』中。
3. （連心靈亦會濕濡的曲目 〜stay tonight〜）
1st單曲的coupled with曲。
4. （昨夜的Crying 〜This is my truth〜）
之後被作為『B'z LIVE-GYM "BREAK THROUGH"』的送客曲使用。
5. 僅本曲由亞蘭知子（日语：亜蘭知子）作詞。
亦有被收錄於非官方精選集『Flash Back -B'z Early Special Titles-』中。
之後被作為首次獨立巡迴演唱會『B'z LIVE-GYM #00 "OFF THE LOCK"』的送客曲使用。
6. （孤獨的Dance in vain）
僅本曲由大槻啓之作曲。
本作唯一的演唱會未演奏曲。
7. 在本作最初期完成的樂曲。
現在本曲會與向事務所幹部作為宣傳披露。
之後亦有被收錄於非官方精選輯『Flash Back -B'z Early Special Titles-』中。
8. （想在此刻擁抱你）
作為B'z名義第一首製作的樂曲[8]。
之後在迷你專輯『BAD COMMUNICATION』重製了全英語歌詞的舞曲版本。
亦有被收錄於非官方精選輯『Flash Back -B'z Early Special Titles-』中。

## 製作人員
- 松本孝弘：吉他、作曲（#1-5.7-9）
- 稻葉浩志：主唱、作詞（#1-4.6-9）
- 亞蘭知子（日语：亜蘭知子）：作詞（#5）
- 大槻啓之：作曲（#6）
- 明石昌夫：全曲編曲
- 江口信夫（日语：江口信夫）[注 3]：爵士鼓[9]

## 腳註

### 出典
1. ↑  . ORICON NEWS (Oricon). 2006-05-10  [2020-03-15]. （原始内容存档于2018-08-07）.
2. ↑  . Billboard JAPAN (阪神コンテンツリンク). 2018-09-21  [2020-08-16]. （原始内容存档于2019-05-06）.
3. ↑  . MRM（日语：エムアールエム）.   [2019-09-28]. （原始内容存档于2016-03-25）.
4. ↑   79. B'z Party. 2008-10.
5. 1 2  mfm I 2013，第242頁.
6. ↑  1988年10月3日Oricon週間專輯榜。
7. ↑  . rockin'on.com (rockin'on). 2018-03-22  [2018-11-10]. （原始内容存档于2018-11-10）.
8. 1 2  mfm I 2013，第75頁.
9. ↑  . ROOMS RECORDS. 1998-09-20: 11.

## 外部連結
- B'z DISCOGRAPHY 『B'z』 （页面存档备份，存于） ※可試聽樂曲